# Dr Kawashima's Devilish Brain Training: Can you stay focused?
Dr Kawashima's Devilish Brain Training: Can you stay focused? (en català: «Entrenament Cerebral Infernal del Dr Kawashima: Pots mantenir la concentració?») és un videojoc de trencaclosques educatiu desenvolupat i publicat per Nintendo. És el quart joc principal de la sèrie Brain Training i el primer de la Nintendo 3DS. Va ser llançat al Japó el 28 de juliol de 2012 i cinc anys després, el 29 de juliol de 2017, a Europa. El doctor Kawashima presenta la intenció del joc com a contrarestar la pèrdua de les habilitats de concentració, causada per les xarxes socials i altres aspectes de la vida moderna.
Devilish Training gira al voltant de l'"entrenament infernal", una selecció d'activitats i minijocs dissenyats per estimular i millorar la concentració i la memòria de treball del jugador, intercalada amb breus discursos del doctor Kawashima. Es pretén que la força mental millori a mesura que el jugador avança a nivells més desafiants, reflectint la subhabilitat de concentració actual del jugador. Enmig de les activitats de l'entrenament, el doctor Kawashima instrueix al jugador.

## Gameplay
Hi ha 3 tipus de modes d'entrenament: Devilish Training, Training Supplements i Brain Training. A diferència de les versions anteriors, la 3DS es manté a la seva posició estàndard, en lloc de al lateral (excepte el mode Time Out). El jugador utilitza la pantalla tàctil i el micròfon per jugar-hi.

### Devilish Training
En el mode d'entrenament per a la memòria de treball del jugador, l'entrenament infernal, se li proposa un exercici d'entrenament de 5 minuts. La dificultat dels exercicis s'ajusta a les capacitats del jugador. El nivell de dificultat augmenta si el jugador completa els exercicis amb un 85% o més de respostes correctes. El nivell de dificultat segueix sent el mateix si el jugador rep entre un 84-66% de correctes. El nivell de dificultat disminueix si el jugador rep un 65% o menys de correctes. En aquest i en tots els altres modes, es desbloquegen nous continguts com a recompensa per als jugadors que tornen sovint al joc.

### Training Supplements
Inclou exercicis que tornen dels jocs anteriors de la sèrie. Els exercicis tenen l'objectiu general de millorar la velocitat de la memòria de treball.

### Brain Training
Exercicis en forma de jocs tradicionals, com ara el solitari i el mahjong, així com alguns exercicis que tornen dels jocs anteriors. Els exercicis tenen l'objectiu general de millorar les facultats mentals i millorar l'"edat mental" del jugador.

### Time Out
Permet al jugador fer una pausa després de l'entrenament. Inclou tres jocs: Blubber Blast i Germ Buster (inspirats en Wario's Woods i Dr. Mario respectivament) a més d'Instrumental Break, que permet als jugadors escoltar música relaxant o la soundtrack del joc.

## Estrena europea
El joc estava previst per a ser llançat a Europa el 8 de març de 2013, i després va ser retardat fins al 12 d'abril de 2013. No obstant això, tot i haver localitzat completament el joc, el 9 d'abril de 2013, Nintendo of Europe va anunciar que el llançament del joc s'ajornaria.
El 12 d'abril de 2017, durant un Nintendo Direct, finalment, Nintendo anunciava la data de llançament per a Europa. El joc es va llançar el 28 de juliol de 2017, exactament cinc anys després del llançament japonès original.

## Recepció
Devilish Brain Training va rebre crítiques mitjanes, obtenint puntuacions de 70/100 a GameRankings i Metacritic.